# Paepalanthus nigricans
Paepalanthus nigricans är en gräsväxtart som beskrevs av Silveira. Paepalanthus nigricans ingår i släktet Paepalanthus och familjen Eriocaulaceae. Inga underarter finns listade i Catalogue of Life.